# Свечение моря
Свечение моря (океана) — естественное явление биологического происхождения, возникающее, когда поверхностные слои моря или океана наполнены микроорганизмами, способными к биолюминесценции, в результате чего в ночное время суток складывается впечатление, что водоём светится изнутри.
Существует несколько разновидностей свечения. Искрящееся свечение излучает планктон размером до 5 мм, свечение вспышками — существа более 1 см. Живые организмы излучают свет обычно под влиянием внешних раздражителей — движения воды в морских течениях или зоне прибоя, возмущения от хода кораблей и тому подобное. Распространено также «разлитое», равномерное, «молочное» свечение, которое обусловлено жизнедеятельностью бактерий, способных к люминесценции, такое свечение не зависит от внешних раздражителей.
Свечение моря наблюдается повсеместно, иногда охватывает огромные пространства водной глади до сотен и тысяч квадратных километров. Свечения бывают в виде пятен, цепей, кластеров. Чаще всего наблюдается в Бискайском и Аденском заливах, у берегов Индии, Южной Африки, Чёрном и Охотском морях и ряде других мест.

## История исследования
На протяжении веков моряки рассказывали о виденном ими свечении океанических или морских вод. 
Свечение нередко вводило в заблуждение мореплавателей - например, в Красном море светящиеся гребни волн похожи на буруны, и заметившие их экипажи кораблей начинали опасаться, что судно находится рядом с отмелью или подводными скалами (даже если на самом деле под килем судна были десятки и сотни метров воды).
Явление описывал Жюль Верн в 24 главе романа «20000 лье под водой», очень романтично описание Ч. Дарвина свечения моря около устья Ла-Платы, описание свечения Чёрного моря у К. Г. Паустовского. 
С 1915 года до 2000-х годов было 235 документальных упоминаний о явлении, преимущественно в районе северо-западного Индийского океана и у Индонезии.
В 1948 году Н. И. Тарасов разработал методику наблюдения свечения моря для гидрометеорологических станций и постов. 
В 1950-х годах американские океанографы Б. Боден (Brian Boden) и Е. Кампа (Elizabeth Kampa) создали первые батифотометры для измерения свечения моря в воде. В СССР первый батифотометр появился в 1959 году, а в 1961 году начались научные исследования свечения моря на борту НИС «Витязь»  в его тихоокеанских рейсах. В 1970-х годах из организмов, вызывающих свечение моря лучше всего была изучена ночесветка. 
В 1985 году учёные взяли пробы воды в Аравийском море во время свечения моря. Исследователи пришли к выводу, что эффект обусловлен бактерией Vibrio harveyi.
В 2005 году Стивен Миллер из Морской научно-исследовательской лаборатории (США) сопоставил 1995 спутниковых снимков с одновременной информацией с торгового судна. Американская оборонная спутниковая метеорологическая программа показала, что площадь свечения составила примерно 15 400 км². Свечение наблюдалось три ночи подряд.
Яркость свечения может достигать 0,1—0,3 кд/м² (св/м²). Свечение оказывает существенное влияние на судовождение (выявляет береговую линию, мели, иногда создаёт ложное впечатление мелководных бурунов), рыболовство (обнаружение скоплений рыб).